# 1965年日本參議院選舉
第7屆日本參議院議員通常選舉於昭和40年（1965年）7月4日舉行，改選出125名參議員。

## 概況
這次選舉是佐藤榮作首相上任以來面臨的第一次政治選舉，儘管參議院選舉不具有真正影響政局的意義，但是卻被視為是對佐藤內閣幾個月來表現的一次重要考核。
選舉的焦點是越南問題和日韓問題，兩大外交問題都與日本的和平、安全息息相關。越南的局勢愈發緊張，美軍加緊在越南的行動，但是日本擔心日美安保以及美軍戰機在沖繩基地起飛會把日本卷入戰爭；至於長達14年的日韓談判已經接近尾聲，兩國關係正常化指日可待，但是社會黨批評此舉會造成中國、北朝鮮的不安，也違背了朝鮮半島民族自決的原則。
此外，還有東京都議會的丑聞問題、物價上揚問題、高速經濟成長政策偏向問題、人口過密或過疏的問題未能有效解決，使政府的民意支持率下降。

## 選舉數據

### 內閣
- 第一次佐藤內閣（第61代）

### 公示日
- 1965年（昭和40年）6月10日

### 投票日
- 1965年（昭和40年）7月4日

### 改選数
- 125
  - 地方區　-　75
  - 全國區　-　50

### 選舉制度
- 地方區
  - 小選舉區制 ‐ 改選數25
    - 2人區（單記投票）　-　25

  - 中選舉區制 ‐ 改選數50
    - 4人區（單記投票）　-　15
    - 6人區（單記投票）　-　4
    - 8人區（單記投票）　-　2
- 全國區
  - 大選舉區制 ‐ 改選數50

## 選舉結果

### 投票率
- 67.0％

### 議席數

參議院政黨派系勢力圖

| #             | 政黨派別   | 改選 | 非改選 | 合計 |
| ------------- | ---------- | ---- | ------ | ---- |
| 執政黨        | 自由民主黨 | 71   | 69     | 140  |
| 在野黨、 其它 | 日本社會黨 | 36   | 37     | 73   |
| 在野黨、 其它 | 公明黨     | 11   | 9      | 20   |
| 在野黨、 其它 | 民主社會黨 | 3    | 4      | 7    |
| 在野黨、 其它 | 日本共產黨 | 3    | 1      | 4    |
| 在野黨、 其它 | 無黨派     | 3    | 4      | 7    |
| 在野黨、 其它 | 小計       | 56   | 55     | 111  |
| 合計          | 合計       | 127  | 124    | 251  |

### 政黨、整團
自由民主黨
| 總裁     | 副總裁     | 幹事長   | 總務會長   | 政務調査會長 | 國會對策委員長 | 参議院議員會長 |
| -------- | ---------- | -------- | ---------- | ------------ | -------------- | -------------- |
| 佐藤榮作 | 川島正次郎 | 田中角榮 | 前尾繁三郎 | 赤城宗德     | 中野四郎       | 林屋龜次郎     |

日本社會黨
| 中央執行委員長 | 中央執行副委員長 | 書記長   | 政策審議會長 | 國會對策委員長 | 参議院議員會長 |
| -------------- | ---------------- | -------- | ------------ | -------------- | -------------- |
| 佐佐木更三     | 河野密 和田博雄  | 成田知巳 | 勝間田清一   | 石橋政嗣       | 羽生三七       |

公明黨
| 中央執行委員長 | 書記長 | 政策審議會長 | 國會對策委員長 |
| -------------- | ------ | ------------ | -------------- |
| 辻武寿         | 北条浩 | 小平芳平     | 白木義一郎     |

民主社會黨
| 中央執行委員長 | 書記長 | 政策審議會長 | 國會對策委員長 | 参議院議員會長 | 常任顧問 |
| -------------- | ------ | ------------ | -------------- | -------------- | -------- |
| 西尾末廣       | 曾禰益 | 今澄勇       | 春日一幸       | 天田勝正       | 片山哲   |

日本共產黨
| 議長     | 書記長   | 中央委員 | 中央委員 | 中央委員 | 中央委員 |
| -------- | -------- | -------- | -------- | -------- | -------- |
| 野坂參三 | 宮本顯治 | 岡正芳   | 志賀義雄 | 袴田里見 | 不破哲三 |

## 議員

### 選舉区当選
自民党   社会党   公明党   共產党   民社党   無黨籍 
| 北海道     | 北海道     | 北海道     | 北海道   | 青森縣     | 岩手縣     | 宮城縣   | 秋田縣     | 山形縣     | 福島縣     | 福島縣   |
| ---------- | ---------- | ---------- | -------- | ---------- | ---------- | -------- | ---------- | ---------- | ---------- | -------- |
| 川村清一   | 井川伊平   | 高橋雄之助 | 竹田現照 | 津島文治   | 谷村貞治   | 戶田菊雄 | 松野孝一   | 伊藤五郎   | 石原幹市郎 | 村田秀三 |
| 茨城縣     | 茨城縣     | 栃木縣     | 栃木縣   | 群馬縣     | 群馬縣     | 埼玉縣   | 埼玉縣     | 千葉縣     | 千葉縣     |          |
| 中村喜四郎 | 大森創造   | 船田讓     | 田村賢作 | 大和与一   | 近藤英一郎 | 森勝治   | 土屋義彦   | 小澤久太郎 | 加瀨完     |          |
| 神奈川縣   | 神奈川縣   | 山梨縣     | 東京都   | 東京都     | 東京都     | 東京都   | 新潟縣     | 新潟縣     | 富山縣     |          |
| 岡三郎     | 河野謙三   | 廣瀨久忠   | 野坂参三 | 北条浩     | 木村禧八郎 | 市川房枝 | 佐藤芳男   | 武内五郎   | 櫻井志郎   |          |
| 石川縣     | 福井縣     | 長野縣     | 長野縣   | 岐阜縣     | 静岡縣     | 静岡縣   | 愛知縣     | 愛知縣     | 愛知縣     | 三重縣   |
| 任田新治   | 高橋衛     | 羽生三七   | 木内四郎 | 中村波男   | 小林武治   | 松永忠二 | 近藤信一   | 八木一郎   | 青柳秀夫   | 井野碩哉 |
| 滋賀縣     | 京都府     | 京都府     | 大阪府   | 大阪府     | 大阪府     | 兵庫縣   | 兵庫縣     | 兵庫縣     | 奈良縣     | 和歌山縣 |
| 奥村悦造   | 植木光教   | 大橋和孝   | 赤間文三 | 田代富士男 | 龜田得治   | 松澤兼人 | 青田源太郎 | 中澤伊登子 | 大森久司   | 和田鶴一 |
| 鳥取縣     | 島根縣     | 岡山縣     | 岡山縣   | 廣島縣     | 廣島縣     | 山口縣   | 德島縣     | 香川縣     | 愛媛縣     | 高知縣   |
| 宮崎正雄   | 中村英男   | 秋山長造   | 木村睦男 | 藤田正明   | 藤田進     | 吉武惠市 | 三木與吉郎 | 前川旦     | 增原惠吉   | 寺尾豐   |
| 福岡縣     | 福岡縣     | 福岡縣     | 佐賀縣   | 長崎縣     | 熊本縣     | 熊本縣   | 大分縣     | 宮崎縣     | 鹿兒島縣   | 鹿兒島縣 |
| 劒木亨弘   | 柳田桃太郎 | 小野明     | 鍋島直紹 | 田浦直藏   | 森中守義   | 澤田一精 | 村上春藏   | 温水三郎   | 西鄉吉之助 | 谷口慶吉 |

- 遞補 - 因田浦直藏於1965年8月17日去世。

| 長崎縣 | 達田龍彦 |

### 全国区当選
自由民主党   日本社会党   公明党   民社党   日本共產党   無黨籍 
| 1位-10位  | 鹿島守之助 | 春日正一 | 玉置和郎 | 田中寿美子 | 須藤五郎   | 楠正俊   | 柏原安     | 岡本悟     | 野上元 | 内藤誉三郎 |
| 11位-20位 | 山崎昇     | 小林章   | 多田省吾 | 木村美智男 | 山田徹一   | 山内一郎 | 西村尚治   | 山本伊三郎 | 瓜生清 | 大倉精一   |
| 21位-30位 | 小平芳平   | 矢追秀彦 | 青木一男 | 平泉涉     | 岡村文四郎 | 重政庸德 | 松本治一郎 | 山本茂一郎 | 久保等 | 鹿島俊雄   |
| 31位-40位 | 鶴園哲夫   | 鈴木力   | 片山武夫 | 宮崎正義   | 德永正利   | 原田立   | 大谷贇雄   | 永岡光治   | 山本杉 | 黑柳明     |
| 41位-50位 | 千葉千代世 | 横山福   | 北畠教真 | 八田一朗   | 中尾辰義   | 内田芳郎 | 黑木利克   | 金丸冨夫   | 山高繁 | 梶原茂嘉   |

- 補選（任期3年）- 因在第6屆日本參議院議員通常選舉選出的小西英雄、手島榮從缺。

| 51位・52位 | 米田正文 | 石本茂 |

### 補選
- 秋田選舉区 松野孝一（1967.7.29去世）→澤田政治（1967.9.15補選）
- 千葉選舉区 小澤久太郎（1967.9.18去世）→菅野儀作（1967.11.5補選）
- 新潟選舉区 佐藤芳男（1967.8.29去世）→佐藤隆（1967.11.5補選）
- 岩手選舉区 谷村貞治（1968.4.20去世）→岩動道行（1968.6.9補選）
- 石川選舉区 任田新治（1970.12.16去世）→嶋崎均（1971.2.7補選）

## 后續
從選舉的結果看出，自民黨在這次選舉中失利，由改選前的75席將為70席（不過仍然占多數），自民黨在東京都地區的選舉未能有所突破，反而在被稱為保守王國的東北地方、四國地區等，得票率都出現下降；而社會黨增加了8席，但是得票率卻沒有提高；公明黨取得了相對滿意的成績，由原先的4席大幅增加到11席；參議院的多黨化進程開始見端倪。

## 外部連結
- 第7回參議院議員選舉
- 第7回參議院議員補選（熊本選區）
- 第7回參議院議員補選（廣島選區）
- 第7回參議院議員補選（京都選區）
- 第7回參議院議員補選（愛知選區）
- 第7回參議院議員補選（神奈川選區）
- 第7回參議院議員補選（福岡選區）
- 第7回參議院議員補選（滋賀選區）
- 第7回參議院議員補選（群馬選區）
- 第7回參議院議員補選（秋田選區）
- 第7回參議院議員補選（千葉選區、新潟選區）
- 第7回參議院議員補選（岩手選區）